# Bernauerin (Volksballade)
Die Bernauerin ist eine Volksballade, die mit einem historischen Thema von der Tragik traditioneller Standesunterschiede erzählt.

## Textanfang einer Variante
1. Es reiten drei Herren zum Tore hinaus,

sie reiten einer Baderin wohl vor ihr Haus.

2. „Andel Baderin, sollst früh aufstehn

und sollst ein wenig vor die Herren ausgehn,

der Herzog Albrecht der ist kommen.“

3. Andel Baderin zieht an ein Hemd schneeweiß,

dadurch sah man ihren schneekreideweißen Leib,

sie trat wohl vor die Herren.

[...]
19 Strophen, nach einer Niederschrift von Jacob Grimm, Februar 1815 [Schreibung modernisiert].

## Handlung der Volksballade
In runden Klammern stehen Handlungselemente verschiedener Varianten (vergleiche Variabilität), erklärende Zusätze in eckigen Klammern. - Drei Reiter (aus München) kommen in Straubing vor das Haus der Andel Baderin (Bernauerin), die ein (vornehmes) schneeweißes, durchsichtiges Hemd trägt [signalisiert hier wohl ihre Unschuld, gilt in anderen Zusammenhängen aber auch als verführungsbereit; historisch ist das Agnes Bernauer, die Tochter eines Baders aus einer niederen, verachteten Gesellschaftsschicht, aus einem „unehrlichen“ Stand {unehrlicher Beruf}]. Sie soll auf Herzog Albrecht verzichten [historisch Albrecht III. von Bayern, mit dem sie 1432 heimlich getraut wurde]. Doch sie weigert sich.
Gebunden wird sie zum Wasser geführt; hineingestoßen ruft sie Maria (den hl. Nikolaus) um Hilfe an. Aber auch der Henker, dessen Weib zu werden man ihr anbietet [früherer Rechtsbrauch: Henkerhochzeit], erbarmt sich ihrer nicht. Als Herzog Albrecht kommt, ist sie tot. Albrecht bittet die Fischer, die Tote zu suchen und zu bergen; er bejammert sie. Mit einem Kriegszug gegen seinen Vater will er sich rächen. Der Vater [historisch der regierende Herzog Ernst] rät ihm, sich („über dem Rhein“ [in der Fremde]) ein anderes Mädchen zu suchen, nur nicht unter seinem Stand (Ständeordnung) wie bei der Baderstochter. (Herzog Ernst [!] begeht Selbstmord bzw. ist nach drei Tagen tot.) [Nach einer Volkssage ist Albrecht „drei Tage“ später gestorben.] Herzog Albrecht trauert um die Bernauerin.

## Historischer Hintergrund und balladeske Bearbeitung
Staatsinteressen zwingen Albrecht III. von Bayern dazu, auf die unstandesgemäße Bernauerin zu verzichten. Sie wird als Hexe verleumdet und 1435 in Straubing ertränkt. Die historischen Fakten werden erzählerisch umgestaltet und balladesk (im Stil der Volksballade) bearbeitet: Es sind „drei“ Reiter, der Herzog ist nach „drei“ Tagen tot; Verwendung von „Sobald... als“-Überraschungsformeln und anderen stereotypen Strophen, die als epische Formeln eine dramatische Struktur bilden; Dialoge, Abschluss-Formel usw. Auch dass der Vater Herzog Ernst bzw. der Sohn Albrecht angeblich Selbstmord begehen, ist eine balladeske Umformung historischer Tatsachen im Sinne „ausgleichender Gerechtigkeit“ bzw. mittelalterlicher Vergeltungsmentalität.
Die Form der Todesstrafe an die Bernauerin entspricht der Vorstellung des Mittelalters von Strafritualen und der Gerichtspraxis: Hinrichtungen wurden „quasi als Reinigungsrituale der Gesellschaft“ angesehen. „Die Tötung wurde nicht durch Henkershand vollstreckt, sondern durch die Naturgewalt... Ertränkt [als Strafe für Frauen] wurden vor allem Personen, die gegen sittliche Normen oder gegen die kirchliche Ordnung verstoßen hatten... Bevorzugt wurde fließendes Wasser... [mit einer schuldabspülenden Symbolik und mit Elementen des] Gottesurteils... Die Gefesselte wurde ins Wasser gestürzt, wobei ein Henkersknecht sie noch mit langen Stangen unter die Wasseroberfläche drückte“ (Richard van Dülmen, Theater des Schreckens, Beck, München, o. J., S. 121–123).

## Überlieferung
Die bekannte Überlieferung ist mündlich seit um 1750 belegt, die erste dokumentierte Aufzeichnung 1782. Die Melodie ist in Regensburg 1817 überliefert. Wir kennen eine handschriftliche Aufzeichnung von Jacob Grimm 1815 [siehe oben]; auf gedruckten Liedflugschriften (vergleiche Flugblatt) ist die Volksballade vor 1812 und in Wien 1817 belegt. Möglicherweise gehen alle Liedbelege auf eine einzige Quelle zurück, die nach 1752 datierbar ist. Davor gibt es ältere Erwähnungen von Liedern mit diesem Stoff.

## Hinweise zur Interpretation
Das Besondere ist hier, dass ein tatsächlich geschichtliches Ereignis einem Lied zugrunde liegt, und zwar mit einem Text, der eindeutig zu Gunsten der Agnes Bernauerin Partei ergreift, sich also gegen die Obrigkeit stellt. Im Sinne von Wolfgang Steinitz ist es ein „demokratisches Volkslied“. Dass ein Lied auf dieses Ereignis gedichtet wurde, wird bereits für vor 1500 berichtet.
Das dargestellte Problem ist, wie ebenfalls in so vielen anderen Volksballaden, der Standesunterschied (vergleiche etwa „Graf und Nonne“ und Ständeordnung). Der zukünftige, regierende Herzog darf sich nicht mit der Tochter eines einfachen Baders verbinden. Der Bader ist wie der Henker ein „unehrlicher“ Beruf. Aber sie will auf den Herzog nicht verzichten und lässt sich in der Volksballade auch nicht dadurch davon abbringen, dass man ihr ein Schloss und einen anderen „Herren“ anbietet. Da wird sie 1435 als Hexe hingerichtet, nämlich in der Donau bei Straubing ertränkt. Die Hilfe, die ihr zuerst der hl. Nikolaus zuteilwerden lässt, bevor sie grausam wieder zurückgestoßen wird, signalisiert im Lied, dass sie unschuldig ist. Nach dem Text einer Chronik von etwa 1550 soll sie Sankt Petrus angerufen und ihm eine Kapelle versprochen haben (wieder nach anderen Varianten Maria).
Doch ihr geschieht Unrecht, das nicht verhindert wird. Mit dem Opfer einer derartigen Rechtsbeugung konnte sich der „einfache Mann“, vielleicht hier noch stärker die „einfache Frau“, identifizieren, mit ihr mitfühlen. Das war der Obrigkeit nicht recht: Zum Beispiel um 1650 wurde ein entsprechendes Lied mit diesem Inhalt in Bayern verboten. Flugschriften berichten jedoch weiterhin davon um 1750.